# Peter Andreas Munch
Peter Andreas Munch (ur. 15 grudnia 1810 w Christianii (obecnie Oslo), zm. 25 maja 1863 w Rzymie) – norweski historyk.

## Życiorys
W 1834 ukończył studia prawnicze, w 1837 został wykładowcą, a w 1841 profesorem historii na Uniwersytecie w Christianii (Oslo). Był pionierem norweskich studiów językowych w Norwegii i inicjatorem badań historycznych i językoznawczych nad wczesnośredniowieczną historią Norwegii. Publikował teksty źródłowe, m.in. Eddę starszą. W 1840 napisał pracę Det norske folks historie til 1397 (Historia narodu norweskiego do 1397), która stała się inspiracją dla Henrika Ibsena i jego dzieła Peer Gynt. Pracował w okresie romantycznego nacjonalizmu, wraz z Jakobem Rudolfem Keyserem promował pogląd o odrębności narodowej Norwegów od Duńczyków i Szwedów. Przyjął i rozwinął teorię Keysera, że Norwegowie wędrowali z północy i zajęli południową Szwecję i Danię. Zmarł we Włoszech podczas podróży i został pochowany na cmentarzu protestanckim w Rzymie. Jego bliskim krewnym był malarz Edvard Munch.